# Euxoa fotica
Euxoa fotica är en fjärilsart som beskrevs av Kovacs 1952. Euxoa fotica ingår i släktet Euxoa och familjen nattflyn. Inga underarter finns listade i Catalogue of Life.